# Hardin (Misuri)
Hardin es una ciudad ubicada en el condado de Ray en el estado estadounidense de Misuri. En el Censo de 2010 tenía una población de 569 habitantes y una densidad poblacional de 342,2 personas por km².

## Geografía
Hardin se encuentra ubicada en las coordenadas 39°16′3″N 93°49′53″O / 39.26750, -93.83139. Según la Oficina del Censo de los Estados Unidos, Hardin tiene una superficie total de 1.66 km², de la cual 1.66 km² corresponden a tierra firme y (0%) 0 km² es agua.

## Demografía
Según el censo de 2010, había 569 personas residiendo en Hardin. La densidad de población era de 342,2 hab./km². De los 569 habitantes, Hardin estaba compuesto por el 98.07% blancos, el 0% eran afroamericanos, el 1.05% eran amerindios, el 0.18% eran asiáticos, el 0% eran isleños del Pacífico, el 0% eran de otras razas y el 0.7% pertenecían a dos o más razas. Del total de la población el 1.58% eran hispanos o latinos de cualquier raza.